# Botrychium lanceolatum
Botrychium lancéolé, Botryche lancéolé, Botryche de l'Ouest
Espèce
Botrychium lanceolatum, de noms communs Botrychium lancéolé, Botryche lancéolé ou  	Botryche de l'Ouest, est une espèce de fougères  de la famille des Ophioglossaceae et du genre Botrychium.

## Description

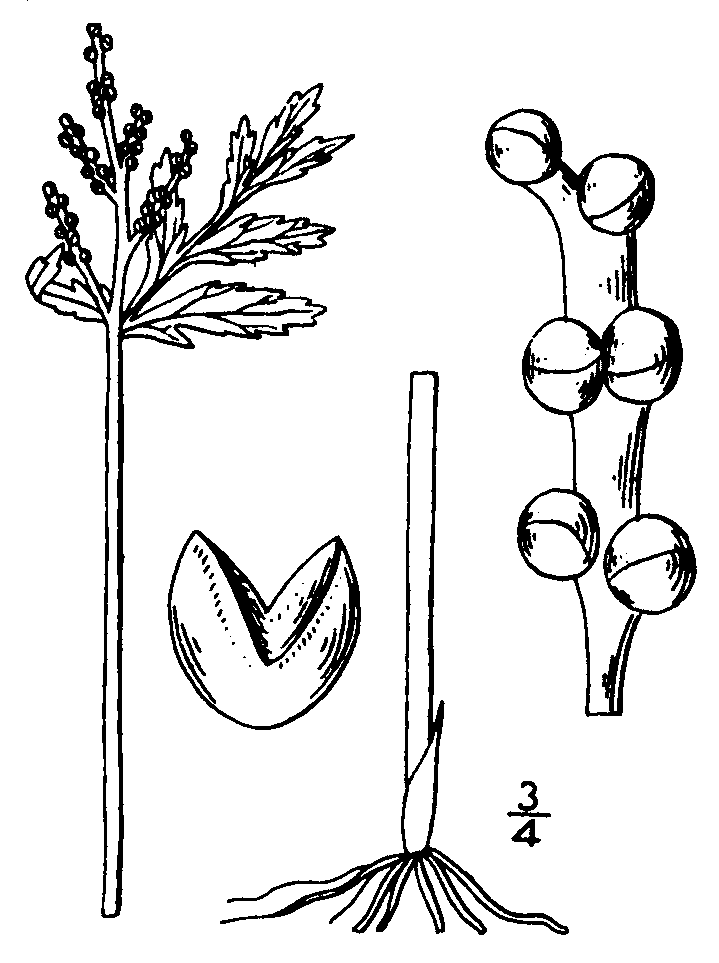
Botrychium lanceolatum (illustration botanique).

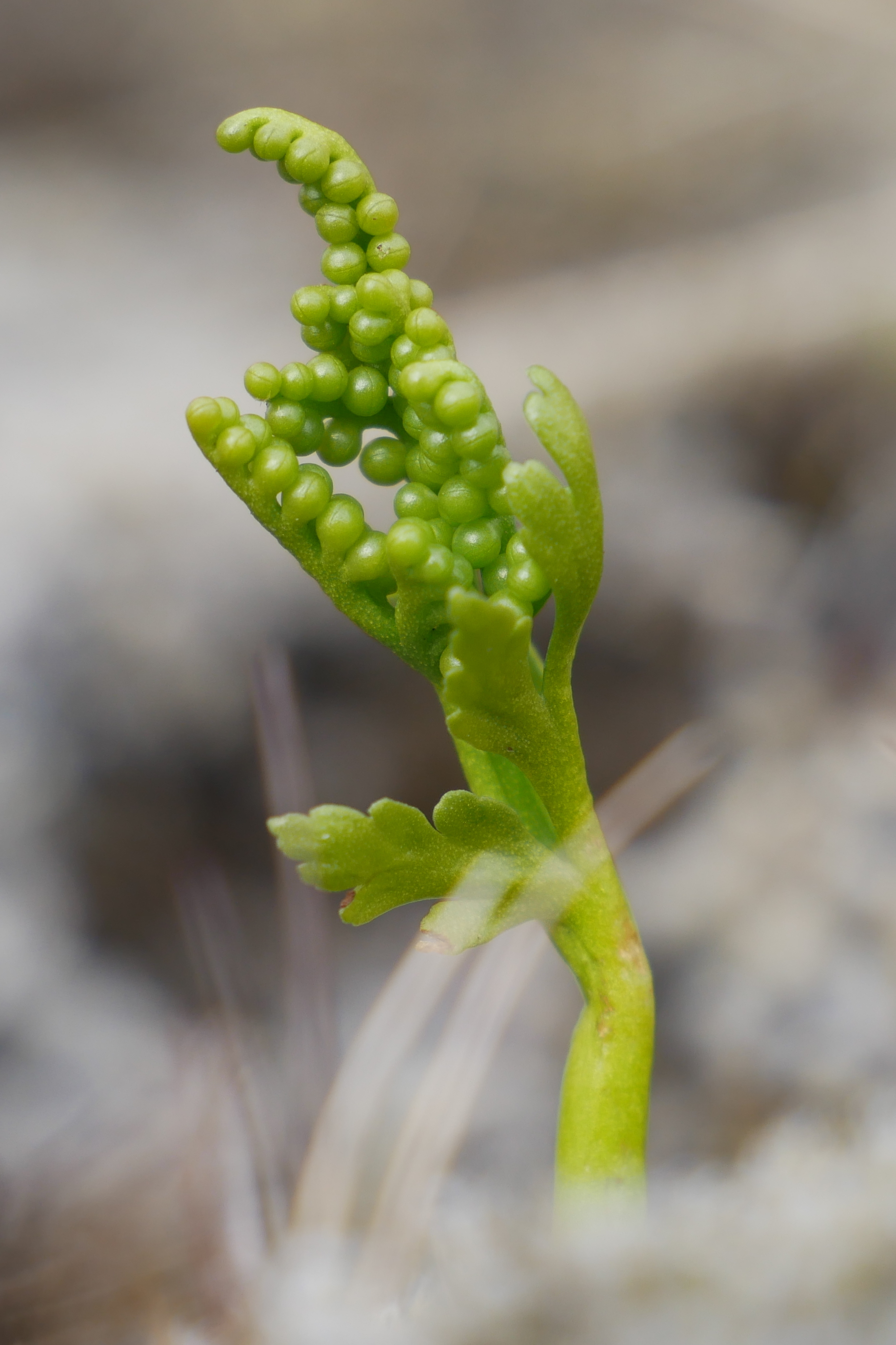
Jeune pousse.

Le Botryche lancéolé a une hauteur de 3 à 15 cm. La panicule sporangifère est à pétiole court, plus court que la partie foliacée, celle-ci généralement sessile, longue de 1 à 5 cm, plus longue que large, pennatiséquée ou bipennatiséquée, à 3 à 4 paires de pennes dirigés vers l'avant. Les pinnules sont oblongues-lancéolées, aigües ou obtuses, mais pas arrondies ni tronquées. Toute la partie foliacée et stérile est glabre, charnue, rigide, insérée à mi-hauteur, et non pétiolée. 

## Habitat et répartition
L'espèce a pour aire de répartition les régions froides de l'hémisphère nord. Elle a pour habitat les forêts ouvertes et les flancs herbeux.

## Sous-espèces
Botrychium lanceolatum admet deux sous-espèces selon Catalogue of Life (29 octobre 2020) :
Botrychium lanceolatum subsp. angustisegmentum (Pease & Moore) Clausen (présente uniquement en Amérique du Nord)
Synonymes :
- Botrychium angustisegmentum (Pease & A. H. Moore) Fernald
- Botrychium lanceolatum var. angustisegmentum Pease & Moore
- Botrychium palmatum subsp. angustisegmentum (Pease & A. H. Moore) Satou

Botrychium lanceolatum subsp. lanceolatum (commune à l'ensemble de l'hémisphère nord tempéré à froid : Europe, Amérique du Nord, Sibérie, Japon, Chine)
Synonymes :
- Botrychium manshuricum Ching
- Botrychium matricariifolium Fr. (synonyme ambigu)
- Botrychium matricariifolium var. lanceolatum (S. G. Gmel.) Watt
- Botrychium palmatum C. Presl
- Botrychium ramosum Wang Wei et al. (synonyme ambigu)
- Botrychium ramosum var. manshuricum (Ching) Kitag.
- Botrychium rutaceum var. lanceolatum (S. G. Gmel.) T. Moore
- Botrychium rutaceum tripartitum Ledeb.
- Osmunda lanceolata S. G. Gmel.

## Menaces et conservation
La plante est classée « espèce vulnérable » (VU) sur la Liste rouge européenne de l'UICN 2017, « en danger critique d'extinction » (CR) sur la Liste rouge de la flore vasculaire de Rhône-Alpes en France. Elle est en voie de disparition au Saskatchewan.